# داوید گوانتسلادزه
داوید گوانتسلادزه (گرجی: დავით გვანცელაძე؛ ۲۸ مارس ۱۹۳۷ – ۱ مه ۱۹۸۴) کشتی‌گیر گرجی‌تبار اهل شوروی بود.
وی در مسابقات کشوری و بین‌المللی در مجموع برندهٔ ۱ مدال نقره، ۱ مدال برنز شده‌است.